# ウォーターフロント駅

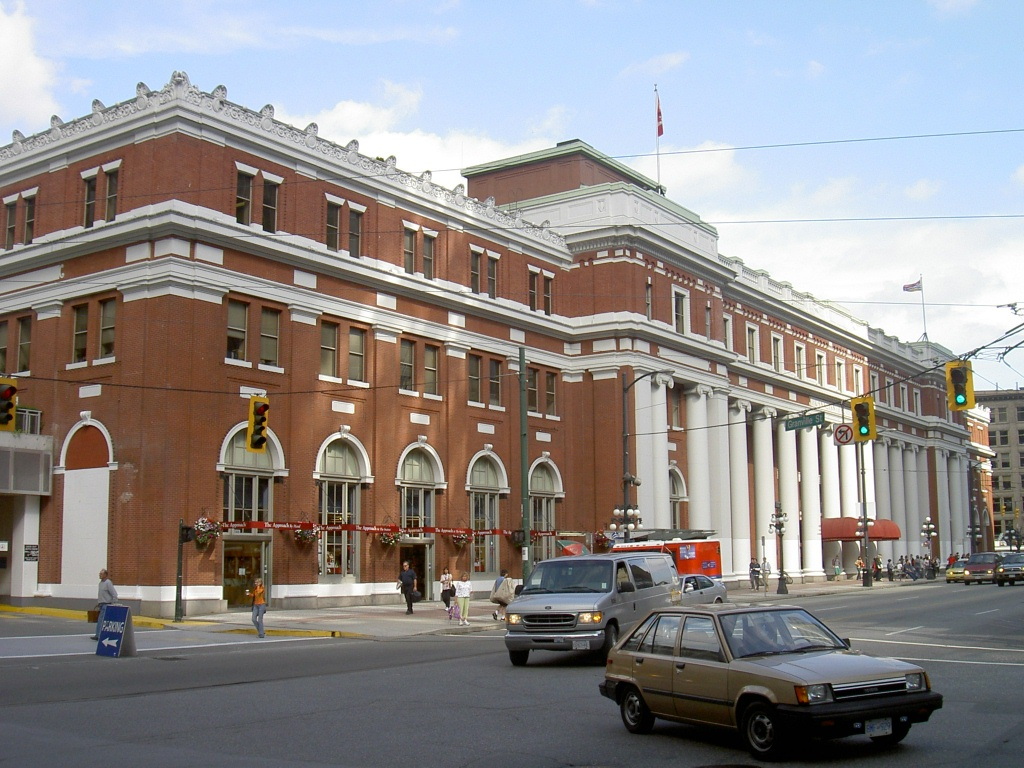
ウォーターフロント駅

ウォーターフロント駅 （英: Waterfront Station）は、カナダブリティッシュコロンビア州バンクーバーにある、スカイトレインエキスポ・ライン・カナダ・ライン、ウエストコーストエクスプレスおよびシーバスの始発駅である。

## 概要

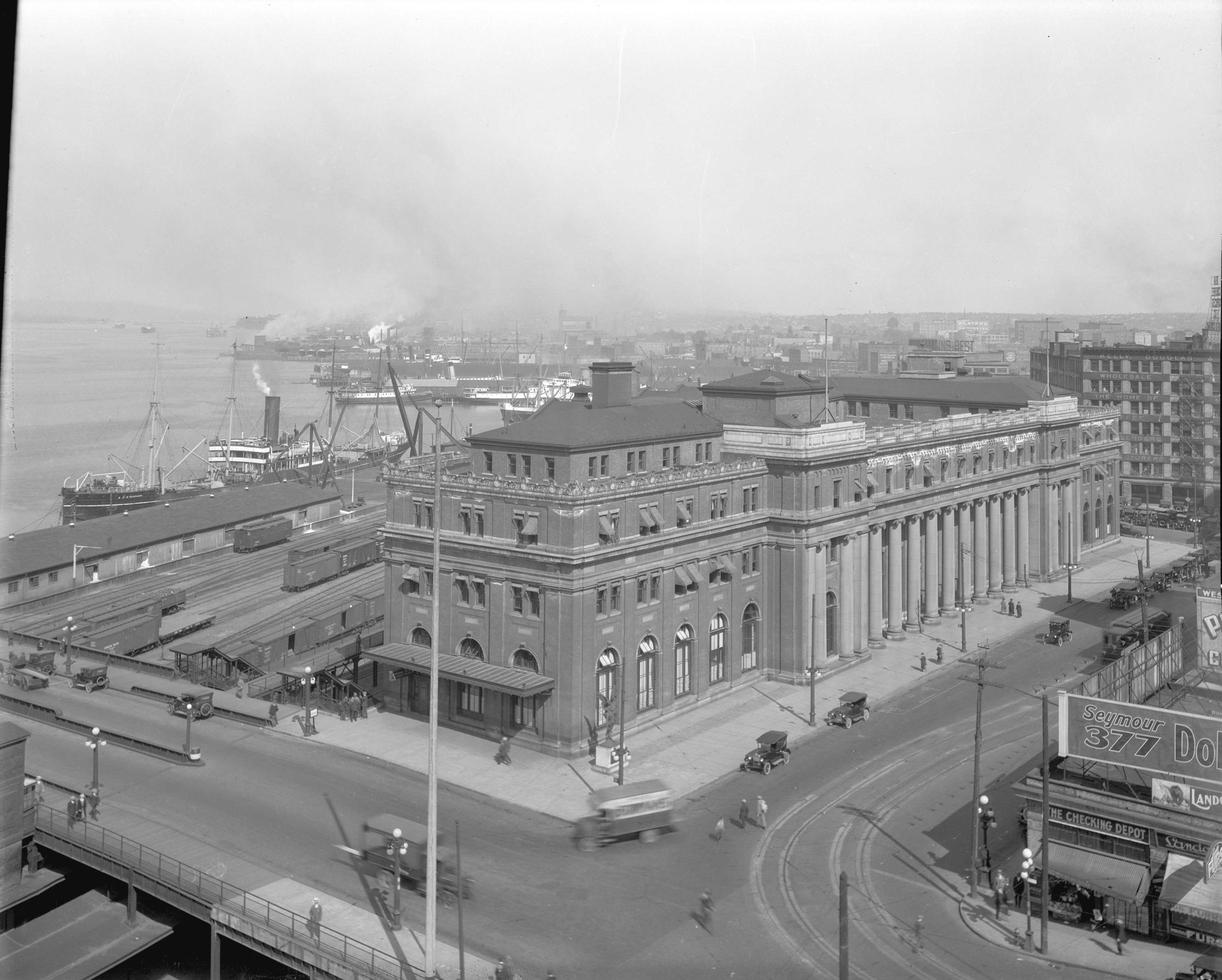
1923年頃の駅外観

1914年開業。バンクーバー最古の区画であるギャスタウンの西端に位置した駅である。ダウンタウンの北部に位置し、すぐ北にバラード入り江を望む立地にある。駅舎はウェスト・コルドバストリートに面しており、更に駅の入口付近から真っすぐ南にシーモアストリートが伸びている。
駅舎外観は新古典主義様式と赤レンガ造りによる線対称の構造、均等に並べられたイオニア式の柱が特徴的である。メインホールの東西には互いに向き合う形で時計が配置され、柱と天井の間にはカナダの風景が描かれた絵画が並べられている。

## 歴史
ウォーターフロント駅の開業は1914年のことで、カナダ太平洋鉄道の時代に建設された。 開業当時の駅舎はひとつ西の区画に位置しており、現在の駅舎はかつてカナダ太平洋鉄道が経営していたホテルが元になっている。 当時のウォーターフロント駅は大陸横断鉄道の一端として機能しており、モントリオールやケベックといったカナダ東部の大都市とも結ばれていた。
1978年、VIA鉄道がカナダ太平洋鉄道とカナディアン・ナショナル鉄道のバンクーバーにおける営業路線を引き継ぐと、同駅もVIAによって運営されるようになった。しかし、VIA鉄道はバンクーバーにおける鉄道の終点をカナディアン・ナショナルの所有していた駅（現在のパシフィック・セントラル駅）に一本化する方針を固め、1979年10月27日の営業をもってウォーターフロント駅での操業を終了している。 後の1995年にウエストコーストエクスプレスが開業した際、再建されたプラットホームはかつてカナダ太平洋鉄道が使用していたプラットホームの跡地だった場所に作られている。
1985年、翌年に開かれるバンクーバー国際交通博覧会に際してエキスポラインが開業すると、その営業駅のひとつとなった。ウォーターフロント駅はすぐ近くにカナダのパビリオン（現在のカナダプレース）があり、メイン会場であったスタジアム駅（現在のスタジアム-チャイナタウン駅）とをエキスポラインで結ぶ役割を果たしていた。2002年にミレニアムラインが開業するとウォーターフロントからの直通列車も発着していたが、2016年にミレニアムラインが延伸したことに伴って運行形態が再編され、同駅始発のものは姿を消している。
シーバスは1977年に運航を開始した。かつてはシーバス以外にも、バンクーバー島との連絡船が駅の近隣に発着していたが、現在は運行されていない。

## 利用可能な路線
- スカイトレイン
  - エキスポライン
  - カナダライン

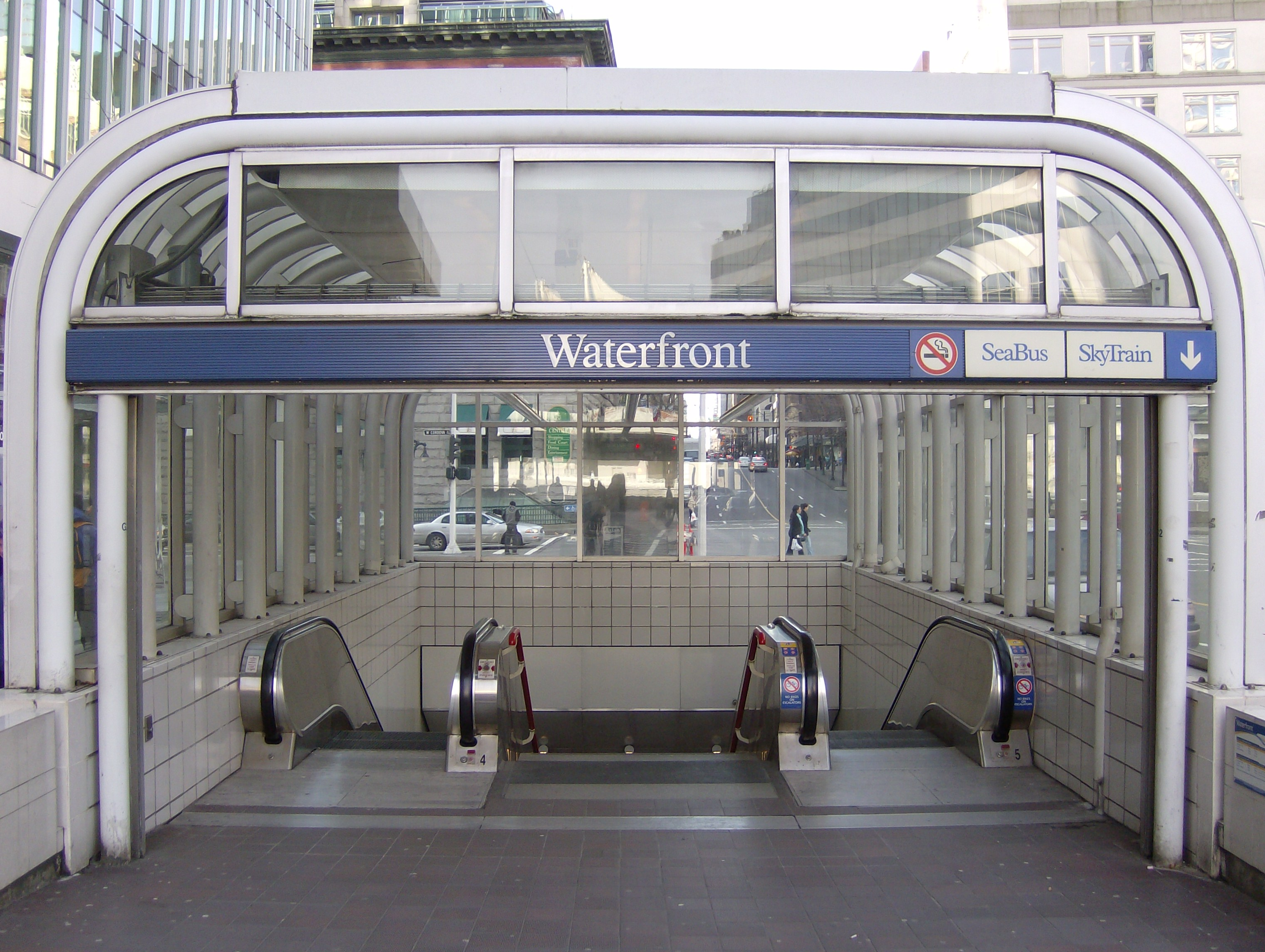
エキスポラインの駅入り口のひとつ

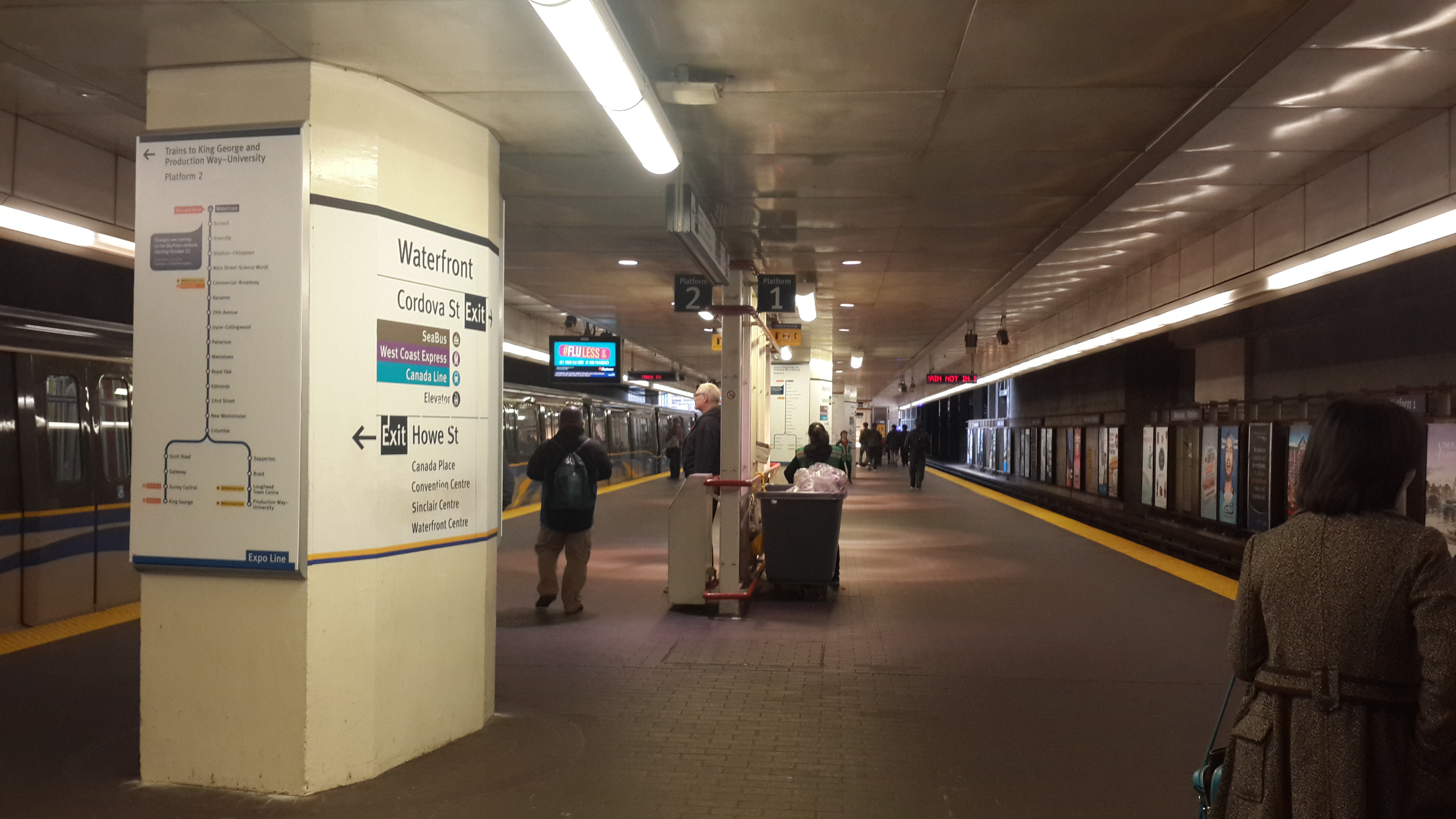
エキスポラインのプラットホーム

- ウエストコーストエクスプレス

ウエストコーストエクスプレスは地上、スカイトレイン各線は地下にプラットホームがある。
鉄道・バス以外にも、トランスリンクの運営するシーバスの発着所が隣接しており、対岸のノース・バンクーバーにあるロンズデール・キーとを結んでいる。また、同じく海岸沿いにはバンクーバー・ハーバー水上空港があり、バンクーバー島のビクトリアやナナイモなどと連絡する水上飛行機が発着している。

### 隣の駅
トランスリンク
スカイトレイン・エキスポライン
（始発駅）ウォーターフロント駅 - バラード駅（バーナビー市・ニューウエストミンスター市・コロンビア駅・サレー市方面）

| ホーム | 路線            | 行先                                        |
| ------ | --------------- | ------------------------------------------- |
| 1      | ■エキスポライン | 終点                                        |
| 2      | ■エキスポライン | プロダクション・ウェイ-ユニバーシティ駅方面 |
| 2      | ■エキスポライン | キング・ジョージ駅方面                      |

スカイトレイン・カナダライン
（始発駅）ウォーターフロント駅 - バンクーバーシティセンター駅（途中分岐により、バンクーバーに南接するリッチモンドのバンクーバー国際空港およびシティセンター方面）
ウエストコーストエクスプレス
（始発駅）ウォーターフロント駅 - ポートムーディー駅（ミッション市方面）

## 乗り換え
- 水上バス
  - シーバス
- バス

## 駅周辺

### 交通機関
- バンクーバー・ハーバー水上空港

### 商業・観光施設
- カナダプレース
- ハーバーセンター
- シンクレアセンター（英語版）
- バンクーバー・コンベンション・センター（英語版）

### 宿泊施設
- フェアモント ウォーターフロント
- デルタ・ホテル・バンクーバー・ダウンタウン・スイート

### 学校
- サイモンフレーザー大学ダウンタウンキャンパス
- ブリティッシュコロンビア工科大学ダウンタウンキャンパス

## 隣の駅
■ウエストコーストエクスプレス
ウォーターフロント駅 - ムーディー・センター駅
■シーバス
ウォーターフロント駅 - ロンズデール・キー
■ エキスポ・ライン
ウォーターフロント駅 - バラード駅
■カナダ・ライン
ウォーターフロント駅 - バンクーバーシティセンター駅